# Pink Cadillac
Pink Cadillac ist eine Komödie mit Clint Eastwood. Regie führte der bekannte Stuntman Buddy Van Horn. Der Film startete am 26. April 1990 in den bundesdeutschen Kinos.

## Handlung
Eastwood spielt den alternden Detektiv Tommy Nowak, der wegen schlecht laufender Geschäfte als Kopfgeldjäger Menschen einfängt, die hohe Schulden oder Kautionen nicht zahlen können und alle denkbaren Verbrechen begangen haben. Dabei wendet er unkonventionelle Methoden an. Gleich am Filmanfang ruft er den gefundenen Flüchtigen an, gibt sich als Radiomoderator aus und gaukelt dem Mann vor, er habe ein Treffen mit Dolly Parton gewonnen. Als der Mann in die von Nowak gefahrene Limousine einsteigen will, wird er verhaftet.
Eines Tages wird Nowak auf die junge Lou Ann angesetzt, die sich aus Angst vor ihrem Mann, einem Mitglied der brutalen Heimatfront-Bewegung, mit einem pinkfarbenen Cadillac nach Reno, Nevada abgesetzt hat. Das lebensbedrohliche Problem jedoch liegt gut versteckt im Kofferraum – 250.000 US-Dollar. Was die junge Mutter für Falschgeld hält, ist allerdings echtes Geld und von der Heimatfront mühsam zusammengebracht worden. Die rassistische und gewalttätige Gruppe, die sich ausschließlich aus Exhäftlingen zusammensetzt, verfolgt die junge Frau gnadenlos und schreckt auch nicht davor zurück, das Baby der Verfolgten zu entführen.
Nowak jedoch, der sich mittlerweile in die attraktive Mutter verliebt hat, wandelt sich vom gefühllosen Kopfgeldjäger zum Beschützer. In einem lauten und blutigen Finale rechnet er mit den Verbrechern ab und gewinnt am Ende sogar eine neue Familie.

## Kritik
„Das anfänglich selbstironische Spiel mit Eastwoods „Dirty Harry“-Image geht am Ende in ungelenk inszenierter Söldner-Action verloren.“

## Synchronisation
| Rollen             | Schauspieler     | Synchronsprecher   |
| Tommy Nowak        | Clint Eastwood   | Klaus Kindler      |
| Billy Dunston      | Jimmie F. Skaggs | Gudo Hoegel        |
| Buddy              | Gerry Bamman     | Hartmut Neugebauer |
| Jeff               | Cliff Bemis      | Norbert Gastell    |
| Motel Angestellter | James Cromwell   | Reinhard Brock     |
| Randy Bates        | Gary Howard Klar | Hartmut Neugebauer |
| Lounge Entertainer | Jim Carrey       | Originalton        |